# Cleisostoma porrigens
Cleisostoma porrigens là một loài thực vật có hoa trong họ Lan. Loài này được (Fukuy.) Garay mô tả khoa học đầu tiên năm 1972.